# Motoniveladora

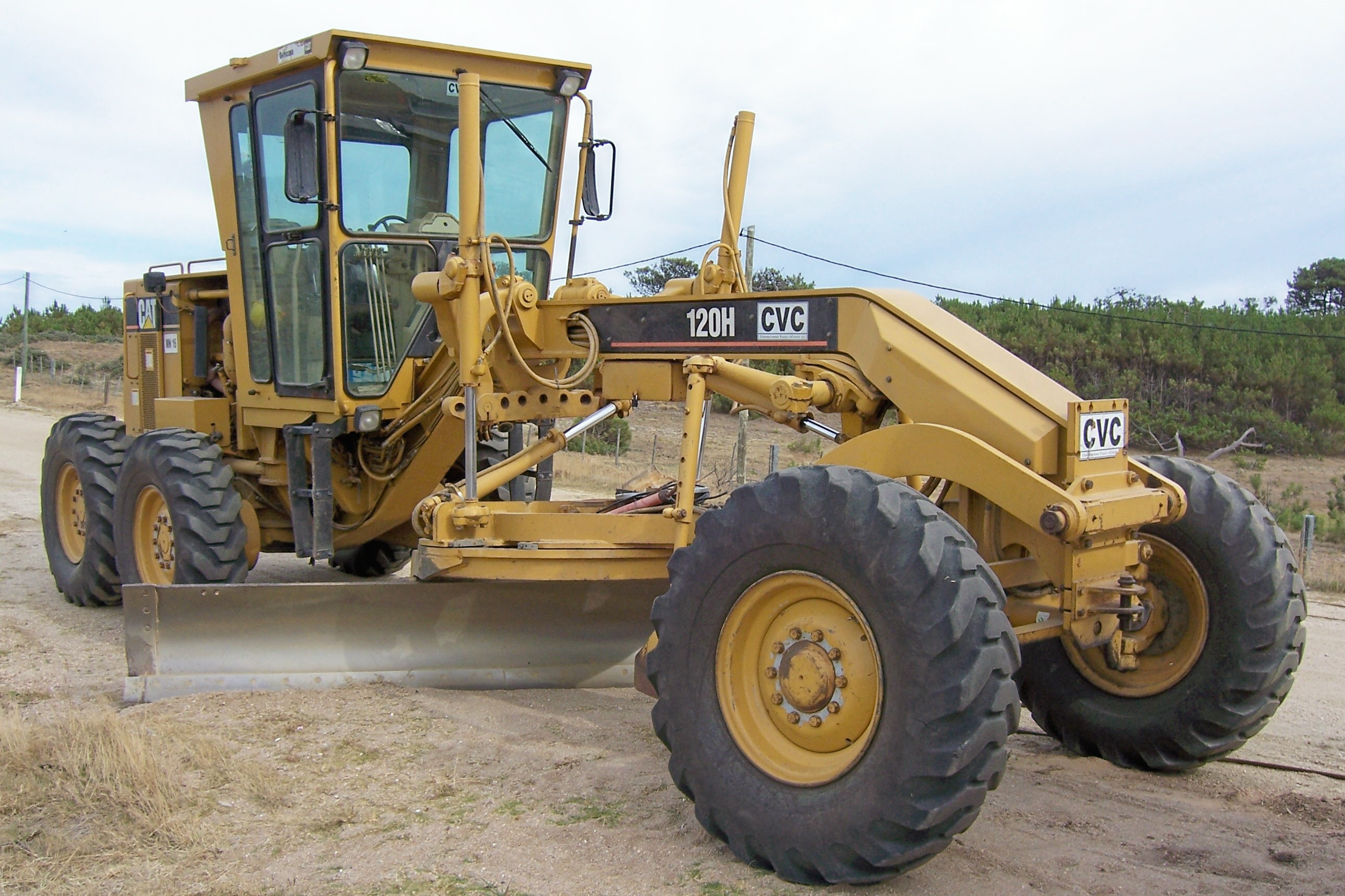
Motoniveladora.

Una motoniveladora es una máquina de construcción que cuenta con una larga hoja metálica empleada para nivelar terrenos. Además posee escarificadores para terrenos duros, los cuales puede ubicar al frente, en medio del eje delantero y la cuchilla o en la parte trasera, llamándose en este caso ripper.

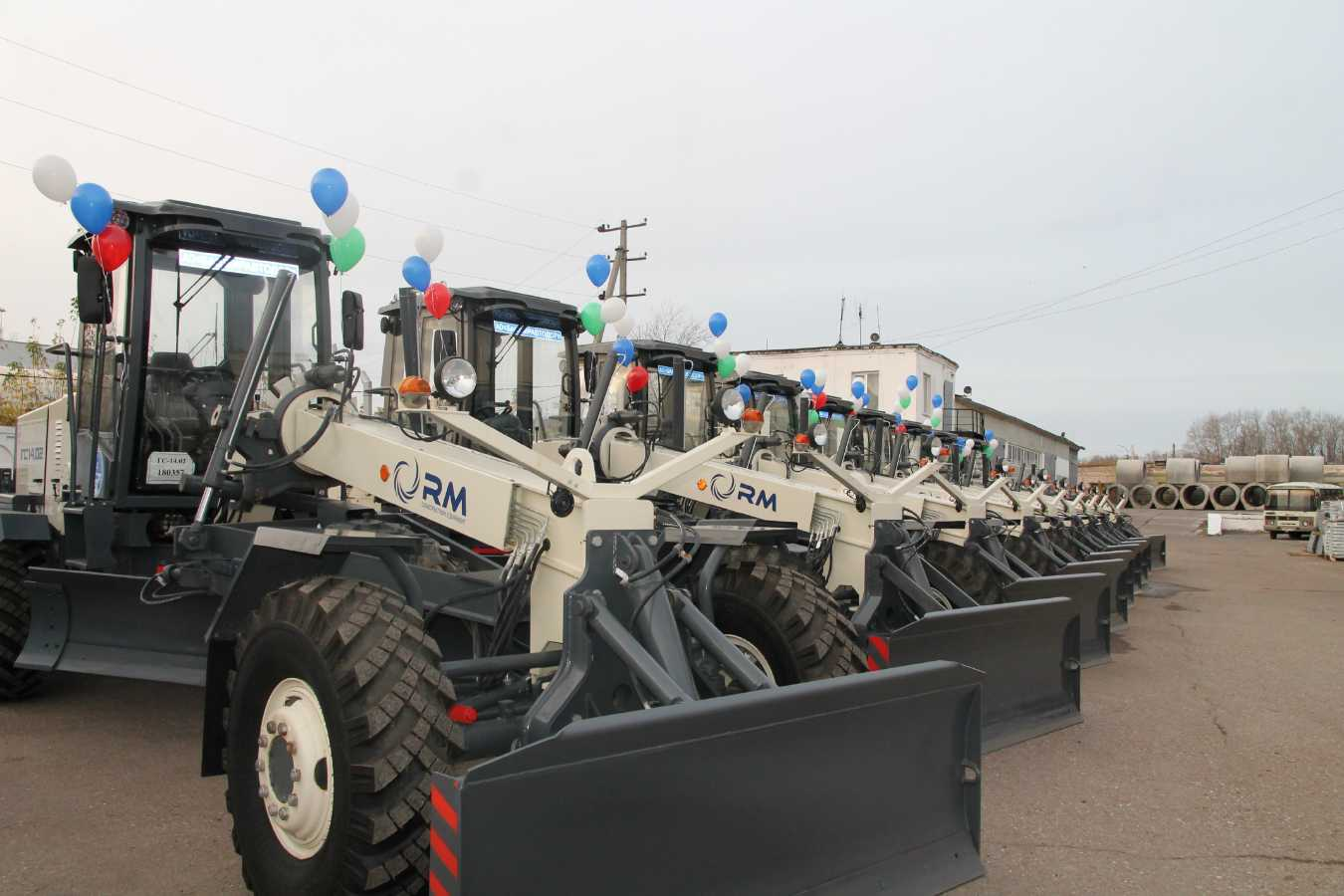
Motoniveladora GS-14.02

Generalmente presentan tres ejes: la cabina y el motor se encuentran situados en la parte posterior, sobre los dos ejes tractores, y el tercer eje se localiza en la parte frontal de la máquina, estando localizada la hoja niveladora entre el eje frontal, y los dos ejes traseros. En ciertos países como Finlandia, la mayoría de las motoniveladoras están equipadas con una segunda cuchilla, localizada frente al eje delantero.

La principal finalidad de la motoniveladora es nivelar terrenos, y refinar taludes. Una de las características que dan gran versatilidad a esta máquina es que es capaz de realizar el refino de taludes con distintas inclinaciones. El trabajo de la motoniveladora suele complementar al realizado previamente por otra maquinaria de construcción, como excavadoras o bulldozers.

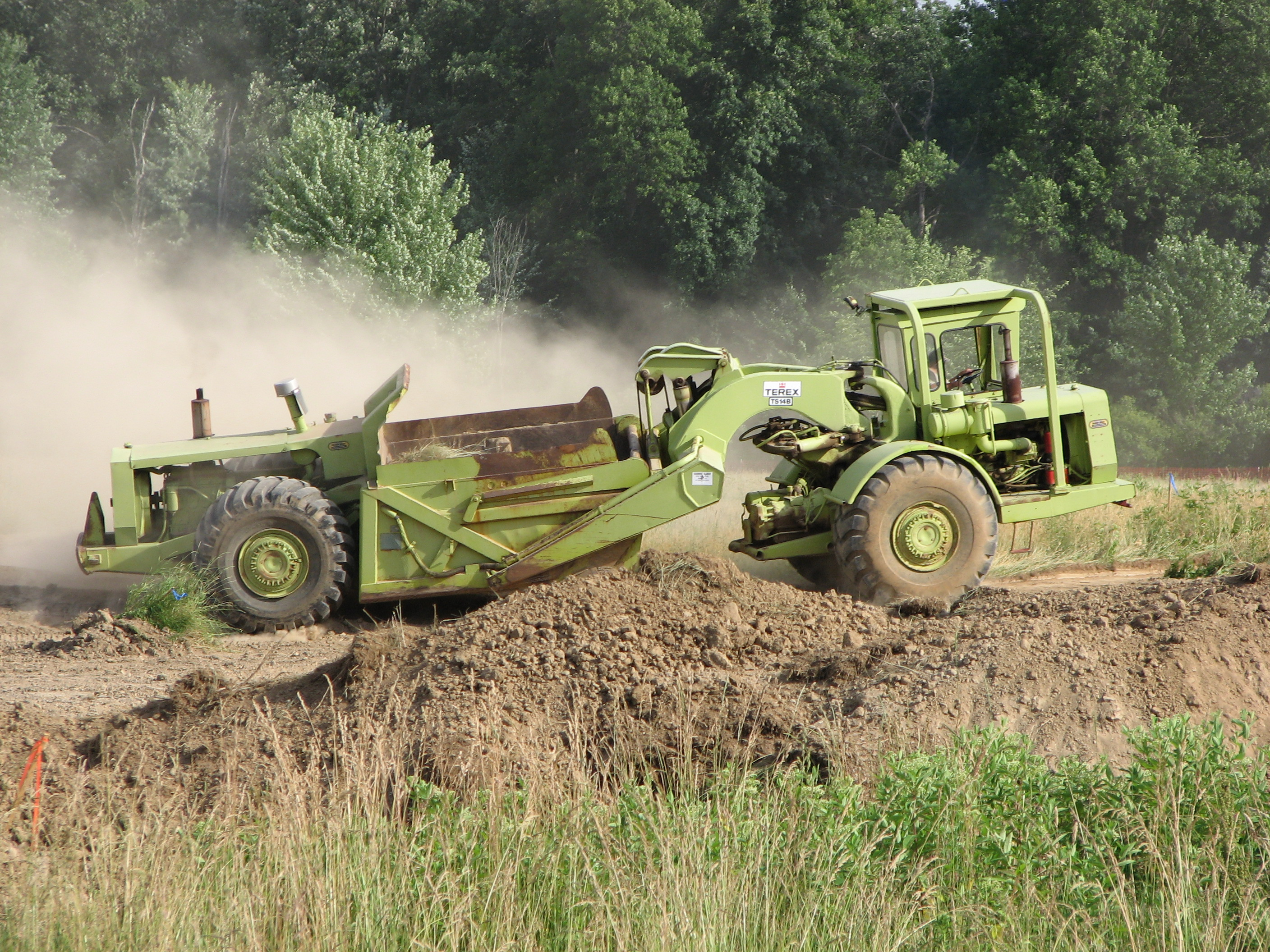
Terex TS14b Scraper
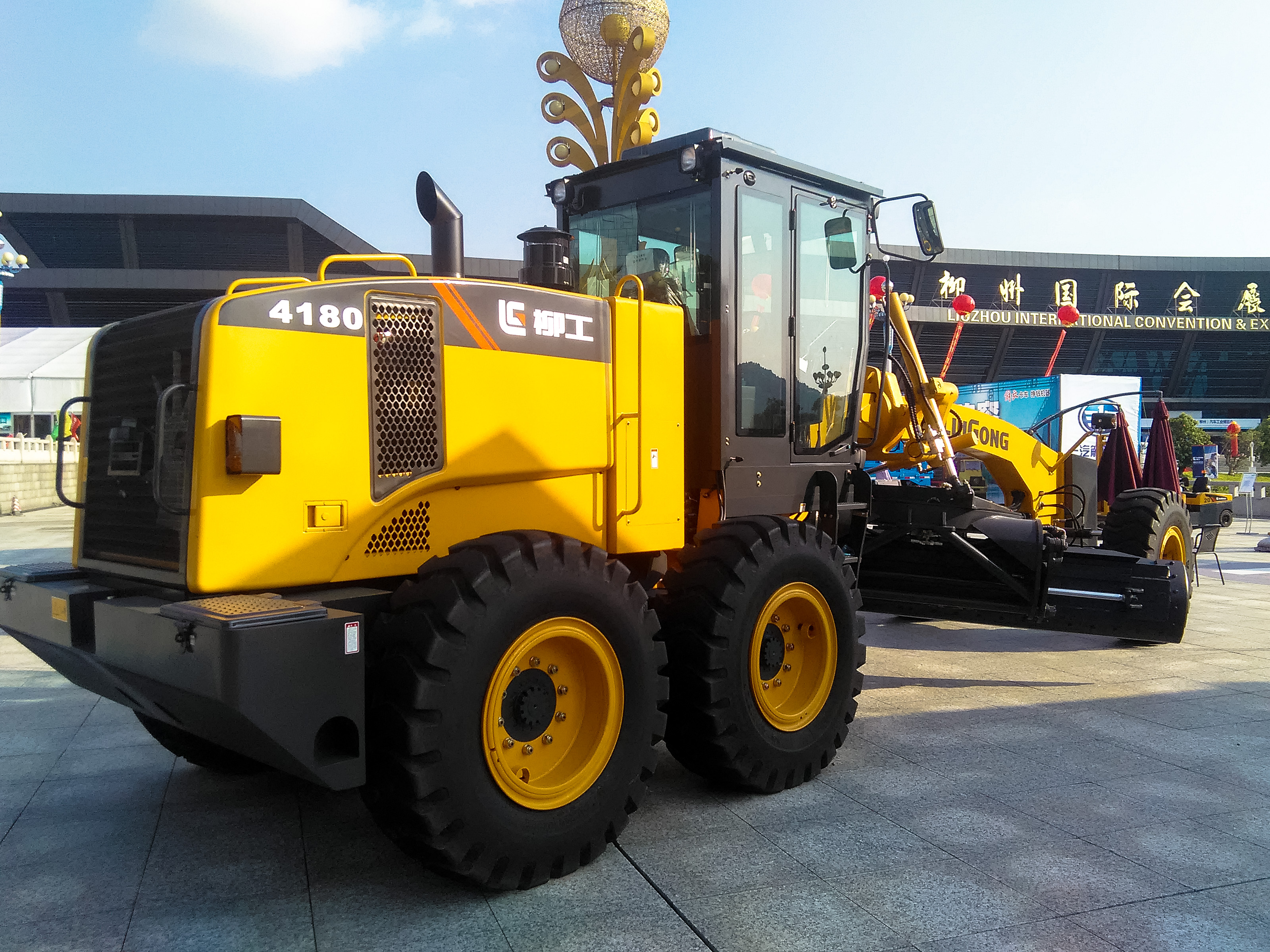
Liugong 4180